# McCormick & Company

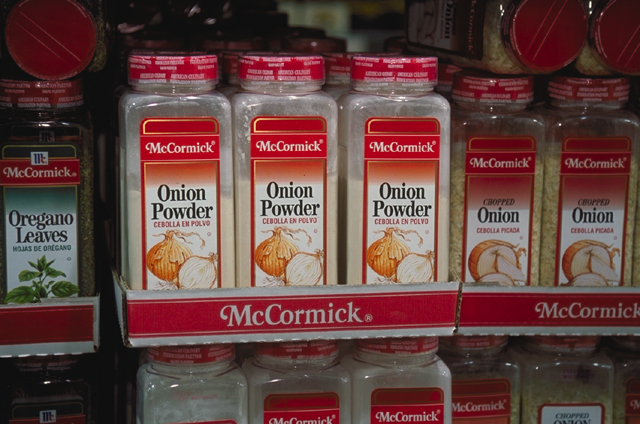
McCormick-&-Company-Produkte im Handel

McCormick & Company ist ein US-amerikanisches Unternehmen mit Hauptsitz in Hunt Valley, Maryland. Das Unternehmen ist an der New Yorker Börse und im Aktienindex S&P 500 Index gelistet.
McCormick & Company ist der weltweit größte Gewürzhersteller. Im Unternehmen sind rund 10.000 Mitarbeiter beschäftigt (Stand 2015). Gegründet wurde das Unternehmen 1889 in Baltimore.
Zu den Marken des Unternehmens gehören unter anderem Schilling, Zatarain's, Old Bay Seasoning, Ducros, Club House, Billy Bee Honey, Schwartz, McCormick Foods Australia, Thai Kitchen und Simply Asia.
Früher gab es auch ein McCormick-Werk in Deutschland, dieses befand sich in Eschborn bei Frankfurt.